# James Starley
James Starley (ur. 21 kwietnia 1830, zm. 17 czerwca 1881) — angielski wynalazca, nazywany ojcem brytyjskiego przemysłu rowerowego. Jest uznawany za jednego z najbardziej innowacyjnych konstruktorów rowerów dwukołowych i trójkołowych. Jego główne wynalazki to mechanizm różnicowy.
James Starley urodził się w 1830 roku w Albourne w Anglii jako syn farmera Daniela Starleya. Jako nastolatek uciekł z domu i zamieszkał na południu Londynu, gdzie pracował tam jako ogrodnik, a w wolnym czasie naprawiał zegary i tworzył innowacyjne urządzenia, Naprawiał też maszyny do szycia i maszyny drukarskie.
Pracodawca Starleya, John Penn, kupił dla swojej żony rzadką i drogą maszyna do szycia. Gdy maszyna się uszkodziła Starley naprawił ją i poprawił jej mechanizm.  John Penn znał Josiaha Turnera — jednego z partnerów firmy która stworzyła ową maszynę: Newton, Wilson and Company. Dzięki temu w 1859 roku Starley dołączył do fabryki firmy w Holborn. Około 1861 Turner i Starley założyli własną firmę Coventry Sewing Machine Company w Coventry produkującą maszyny do szycia. W 1868 roku bratanek Tunera przywiózł z Francji nowy welocyped — drewniana konstrukcja nazywana „boneshaker” (trzęsacz kości), W 1870 James Starley zaczął produkować bicykle z podobną konstrukcją, ale z większym przednim kołem, którego średnica mogła mieć nawet 1,5 metra. Duże koło oznaczało że rowerzysta mógł mniej pedałować i nadal jechać szybko (oprócz podjazdów pod strome wzgórze). Coventry szybko stał się centrum brytyjskiego przemysłu rowerowego. Były to godne uwagi pojazdy wysokokołowe — bicykle — które opracowali John Starley z Williamem Hillmanem. Ich pojazd Ariel był w całości wykonany z metalu i miał koła ze szprychami drucianymi. Był znacznie lżejszy niż te ze szprychami drewnianymi i posiadał hamulec nożny.
Bicykl był rowerem z napędem bezpośrednim, to jest takim w którym pedały bezpośrednio obracały koło. Było to standardem, dopóki nie zastąpiła go przekładnia łańcuchowa w rowerach typu „safety”. W 1876 opracowali rowery trójkołowe napędzane dźwignią i łańcuchem, często w dziwnych konfiguracjach, zostały również opracowane dla kobiet i par.
Starleyowi, wówczas starzejącemu się, trudno było jeździć towarzysko na trójkołowym rowerze ze swoim synem Jamesem na drugim siodle. Nie mogli sterować, ponieważ jeden był silniejszy od drugiego. Pewnego dnia Starley przerwał przejażdżkę i opracował mechanizm różnicowy, ważną koncepcję konstrukcji mechanicznej wbudowaną np. w tylną oś każdego samochodu z napędem na tylne koła. Działo się to w sobotę, a w najbliższy poniedziałek o 6 rano Starely wykonywanał prototyp i o 8 rano Starley wsiadał do londyńskiego pociągu, aby zarejestrować patent nr 3388,1877.